# Січ (Добряни)
Футбольний клуб «Січ» (Добряни) — український аматорський футбольний клуб з села Добряни Львівської області. Виступає у Третій лізі Львівської області. Головний тренер — Володимир Мазяр.
Клуб засновано 1924 року. Сучасна історія команди є темою документального серіалу «Нефутболіст» проєкту «Брутальний Футбол».

## Історія
Футбольну команду «Січ» в селі Добряни було організовано 1924 року при товаристві «Сокіл» під наставництвом отця Остапа Каратницького. До її першого складу входили: Степан Карман, Ф. Солонинко, М. Богдан, О. Каратницький, І. Пижанський, М. Данилків, Г. Данилків, П. Дубик, Д. Зазуляк, І. Шоробура, С. Янів, О. Василів.
В 1930-х «Січ» брала участь у першості Стрийської округи (тобто в чемпіонаті Стрийського повіту серед українських клубів), яку вигравала у 1935 та 1937 роках. Наприкінці серпня 1937 року «Січ» також брала участь у фінальному турнірі змагання Українського спортового союзу за участі чотирьох найкращих українських команд Східної Галичини. «Січ» поступилася у півфіналі «Соколу» з Коломиї (4:2), а перемогу здобув львівський «Богун».
1950 року команда Добрян взяла кубок Дрогобицької області і Кубок України серед сільських команд. Учасникам тієї команди було присвоєно звання майстрів спорту. Склад: Василь Парута (капітан), Микола Герасимів (воротар), Зеновій Дубик, Микола Дереш, Омелян Данилко, Зеновій Лесів, Зеновій Цеслів, Ярослав Кух, Микола Рип'як, Роман Кух, Лев Дацко, Євген Підгорний, Мирон Подубинський. Згодом команда брала участь у всесоюзній спартакіаді сільських фізкультурників в Одесі.
28 червня 1999 року на стадіоні Добрян відбулося урочисте святкування 75-річчя команди.
Якийсь час виступала під назвою «Буря-Січ». Після сезону 2018 року команда припинила існування. В 2023 році «Січ» було відновлено до сторічного ювілею команди, який відзначали наступного року. Перший відбір у команду проводили Михайло Басараб і Юрій Вірт, головним тренером став Максим Фещук. Ця історія є темою документального серіалу «Нефутболіст» проєкту «Брутальний Футбол».
Під керівництвом Максима Фещука у першому сезоні після відновлення (2024) команда здобула Кубок весни та Суперкубок Стрийщини, а також срібні медалі чемпіонату Стрийської громади.
В січні 2025 року команду очолив Володимир Мазяр, «Січ» заявилася у Третю лігу Львівської області.